# Józef Gallus
Józef Gallus (ur. 27 listopada 1860 w Nomiarkach (obecnie Chorzów) jako Joseph Gallus, zm. 26 lutego 1945 w Bytomiu) – polski pisarz ludowy, drukarz, działacz kulturalny, folklorysta amator i podróżnik .

## Życiorys
Pochodził z górniczej rodziny Balthazara Gallusa i Marii Gopon. Po ukończeniu szkoły ludowej, w wieku czternastu lat rozpoczął pracę w kopalni Königsgrube, którą musiał przerwać w 1879, kiedy to uległ wypadkowi. Podjął pracę zecera w drukarni Gazety Górnośląskiej. W 1882 wyjechał na półroczną praktykę do Wiednia. 22 maja 1883 został przyjęty do drukarni w wydawnictwie Katolik w Bytomiu. W 1884 roku zawarł związek małżeński z Florentine Galetz (ur. 1859).
Działał w Kółku Towarzyskim w Królewskiej Hucie. Był członkiem honorowym Towarzystwa Alojzjanów, a w założonym w 1890 Towarzystwie Górnośląskich Przemysłowców prowadził działalność oświatową. W dniach od 10 kwietnia do 31 sierpnia 1909 Gallus odbył pielgrzymkę do Ziemi Świętej z grupą 448 pątników z Małopolski i Górnego Śląska zorganizowaną przez Komisariat ZŚ z Krakowa. Podróż opisał w formie pamiętnika wydanego w Opolu – Wspomnienie z pielgrzymki mojej do Ziemi Świętej. Jak wszyscy pątnicy w tamtych czasach odznaczony został w Jerozolimie Krzyżem Pielgrzyma.

W 1932 przeszedł na emeryturę. W 1937 odznaczony srebrnym Wawrzynem Akademickim.

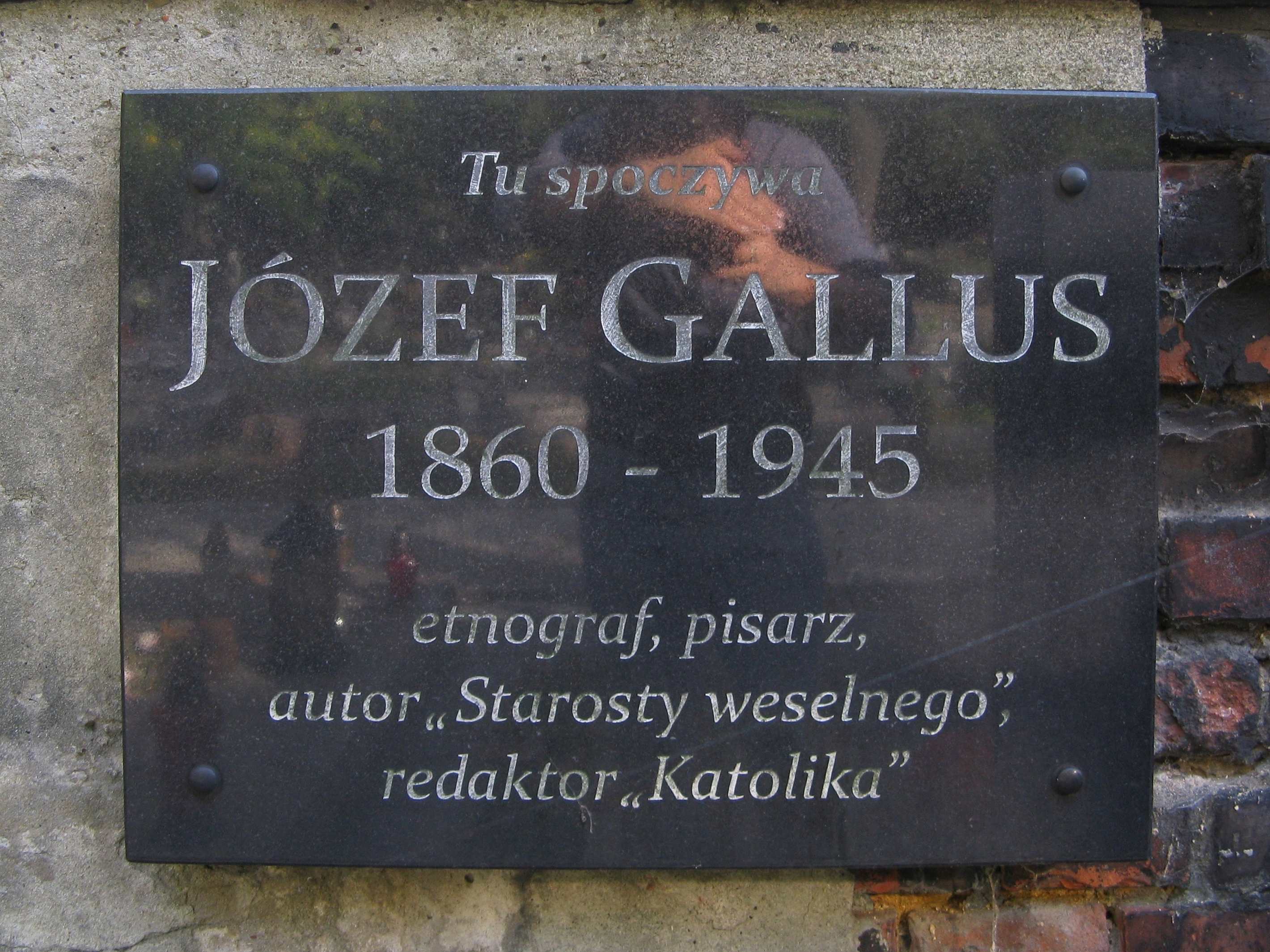
Epitafium Józefa Gallusa na murze cmentarza Mater Dolorosa w Bytomiu.

Opracował zbiory folkloru śląskiego: Pieśni polskie używane na Górnym Śląsku, Starosta weselny.
Został pochowany w części południowej przy murze cmentarza Mater Dolorosa w Bytomiu. Jego nazwiskiem nazwano jedną z ulic w Katowicach i Bytomiu.

## Dzieła
- Pieśni polskie używane na Górnym Śląsku[3]  (1890–1892) – wydawnictwo wielokrotnie wznawiane i poszerzane, także jako Śpiewnik polski  -  zbiór pieśni polskich, a także anonimowych pieśni ludowych.
- Starosta weselny[3]  (1892), później wznowiony jako Wielki zbiór powinszowań (1908) – był to „zbiór przemówień, piosenek i wierszy do użytku starostów, drużbów i gości przy godach weselnych”.
- Dziedzictwo macierzyńskiej miłości[3] .
- Wspomnienie z pielgrzymki mojej do Ziemi Świętej (1909)